# Heliodes
Heliodes là một chi bướm đêm thuộc họ Noctuidae.